# Porcile

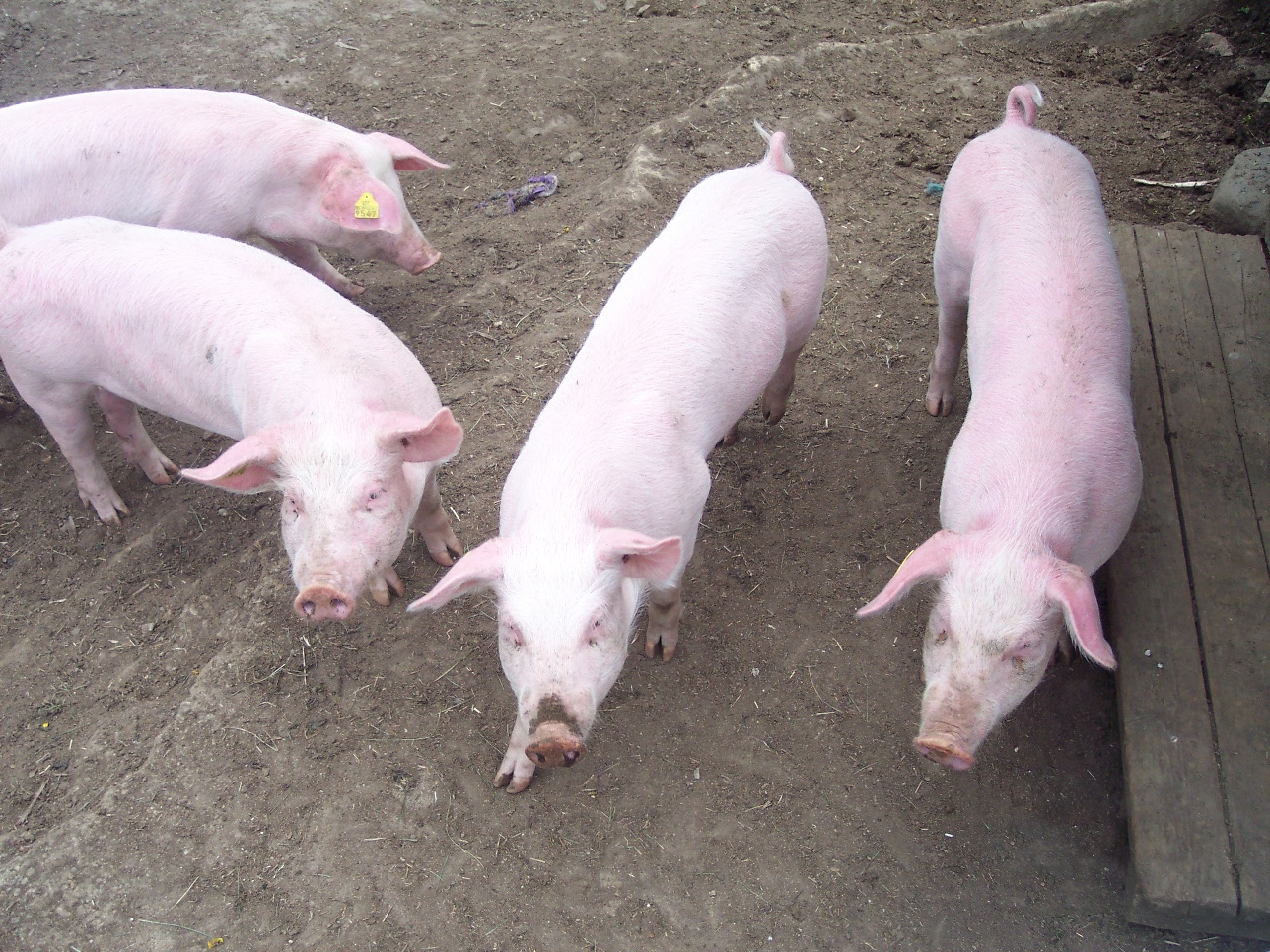
Maiali in un porcile.

Un porcile è uno spazio recintato o un edificio utilizzato per l'allevamento di maiali domestici in una fattoria.
Gli animali possono essere allevati all'aperto o al chiuso; in quest'ultimo caso, l'edificio è circondato da uno spazio fangoso e recintato dove vanno i maiali d'estate. Un esempio di questo tipo è costituito dai porcili delle fattorie italiane della seconda metà del Novecento, in cui i maiali e la scrofa vivevano in queste costruzioni in vani separati.
Dagli scritti di Catone si sa che le grandi fattorie nell'antica Roma potevano avere anche 10 porcili.